# Carrao (tepuy)
Carrao (también escrito Carrao-tepui o Karrao) es un tepuy, en la parroquia Santa Elena de Uairén, Municipio Gran Sabana en el estado Bolívar, al sur de Venezuela. Tiene una elevación máxima de alrededor de 2200 metros y su meseta cumbre con densos bosques tiene una superficie de 1,25 kilómetros cuadrados. Parte del macizo Ptari, que se encuentra al noreste del vecino Ptari-tepui, con el comparte un espacio común de pendiente de 28 kilómetros cuadrados, mientras que está al norte de la gran cordillera conocida como Sororopán-tepui.